# Письмо (мультфильм)
«Письмо» — кукольный мультипликационный фильм Романа Качанова, выпущенный студией «Союзмультфильм» в 1970 году.
Лирическая киноновелла, посвященная трогательным отношениям мальчика к отцу, капитану дальнего плавания.
Фильм в аллегорической форме рассказывает об одиночестве ребёнка, оставшегося без отца. О его переживаниях и о том, как он видит взрослый мир со стороны.
Фильм по авторской манере близок к ставшему классическим фильму Романа Качанова «Варежка» и является в каком-то смысле его идейным продолжением. Роман Качанов приглашает на эту картину того же автора, что был на фильме «Варежка» — Жанну Витензон, а также фактически дублирует состав съёмочной группы.

## Сюжет
Мультфильм «Письмо» — это городская сказка о мальчике и его маме, которые ждут письмо от папы — военного моряка. В начале фильма почтальон приносит в эту семью письмо от отца. Но потом наступают долгие часы и дни ожидания, а новых писем не приходит. Приходят сантехник и газовик, а почтальон не идёт. Мама и мальчик очень скучают. Мама нервничает.
В дождливый осенний день мама одна уходит из дома, и тогда мальчик надевает отцовскую капитанскую фуражку и выходит на балкон. Балкон, как летучий корабль, летит над городом, а мальчик ведёт его, как заправский капитан. Мальчик видит маму, стоящей на набережной и смотрящей вдаль, в море. Мальчик сажает маму на свой корабль-балкон, и они летят домой через ветер и дождь. А когда они «пришвартовываются» к стене своего дома и входят в квартиру, в дверь звонит почтальон и приносит новое письмо от папы.